# Voglio vivere così
Voglio vivere così è un film del 1942 diretto da Mario Mattoli.
La colonna sonora contiene l'omonima canzone di Giovanni D'Anzi e Tito Manlio, della quale Ferruccio Tagliavini fece un suo cavallo di battaglia.

## Trama
Un giovane contadino, con una magnifica voce, riceve un invito a presentarsi in un grande teatro per essere scritturato.
In realtà, l'invito è uno scherzo fattogli dal cugino; quando lo scherzo viene a galla egli si vergogna di tornare al paese ed accetta di lavorare nel teatro come macchinista.
Ma una sera, sostituisce un tenore in difficoltà ed ha un successo enorme. In seguito, torna al paese per visitare un suo nipotino ammalato e fa la pace con la sua famiglia.